# Банкова (хутір)
Банкова — колишній хутір у Новочарторійській волості Новоград-Волинського повіту Волинської губернії та Коростківській сільській раді Любарського району Житомирської і Бердичівської округ.

## Населення
Відповідно до перепису населення СРСР 17 грудня 1926 року, чисельність населення становила 231 особу, з них 120 чоловіків та 111 жінок; етнічний склад: українців — 231. Кількість домогосподарств — 48.

## Історія
Заснований 1907 року, входив до складу Новочарторійської волості Новоград-Волинського повіту Волинської губернії.
До червня 1925 року входив до складу Любарського району Житомирської округи. У червні 1925 року Любарський район передано до складу Бердичівської округи. На 17 грудня 1926 року показаний у підпорядкуванні Коростківської сільської ради Любарського району. Відстань до центру сільської ради, с. Коростки — 1 верста, до районного центру, містечка Любар — 8 верст, до окружного центру у Бердичеві — 64 версти, до найближчої залізничної станції, Печанівка — 8 верст.
Знятий з обліку населених пунктів до 1 жовтня 1941 року.